# Estonsko na Zimních olympijských hrách 2010
Estonsko na Zimních olympijských hrách 2010 v Vancouveru reprezentovalo 30 sportovců, z toho 18 mužů a 16 žen. Reprezentanti vybojovali 1 medaili, a to stříbrnou.

## Medailisté
| Medaile | Jméno                      | Sport         | Disciplína         |
| ------- | -------------------------- | ------------- | ------------------ |
| Stříbro | Kristina Šmigunová-Vähiová | Běh na lyžích | 10 km volně – ženy |